# خانه صدام
خانه صدام (انگلیسی: House of Saddam) یک مجموعهٔ تلویزیونی در گونهٔ مستند درام بود که در سال ۲۰۰۸ دربارهٔ به‌قدرت رسیدن و سقوط صدام حسین به صورت مشترک توسط بی‌بی‌سی دو و اچ‌بی‌او ساخته‌شد. این مجموعه اولین بار در چهار قسمت و توسط شبکه بی‌بی‌سی دو (در بریتانیا) پخش شد.

## بازخوردها
وبسایت راتن تومیتوز با جمع‌آوری نظرات ۲۲ منتقد اعلام کرد که ۶۰٪ آن‌ها نظر مثبتی راجع به سریال داشته‌اند و به صورت میانگین نمرهٔ ۶٫۰ از ۱۰ به سریال داده‌اند. در خلاصهٔ نقد این وبسایت آمده‌است: «خانه صدام با اجرای عالی ایگال نائور تثبیت شده است، اما مینی سریال بینش کم عمقی درباره ظالم سقوط کرده و تاریخی که او در شکل گیری آن کمک کرده است، ارائه می دهد.» گاردین نیز این سریال را با خانواده سوپرانو مقایسه کرد و آن را "یک تلاش فوق العاده جاه طلبانه و بسیار خوب" ارزیابی کرد. تیم تیمن در تایمز نیز سریال را «قانع‌کننده و دلخراش» توصیف کرد. قسمت اول این سریال در زمان پخش خود ۲،۷ میلیون بیننده (۵۹٪ سهم مخاطب) را در شبکه بی‌بی‌سی دو به دست آورد.

## جوایز
خانه صدام در جوایز تلویزیونی بفتا نامزد چهار جایزه بهترین سریال درام، بهترین کارگردانی، بهترین طراحی لباس و بهترین عکاسی و نورپردازی شد. همچنین در مراسم جوایز امی ساعات پربیننده در شصت و یکمین دوره جوایز امی، این سریال نامزد دریافت چهار جایزه شد که در انتها شهره آغداشلو برای ایفای نقش همسر صدام جایزه امی بهترین بازیگر نقش مکمل زن در مجموعه تلویزیونی درام را به دست آورد. جایزه بهترین بازیگر نقش اول مرد نیز در جشنواره تلویزیونی مونت-کارلو به ایگال نائور اهدا شد. همچنین سریال خانه صدام در جایزه ایمیج و انجمن سلطنتی تلویزیون مورد تحسین قرار گرفت و نامزد دریافت جایزه بهترین سریال درام سال ۲۰۰۹ شد.

## بازیگران
در این مجموعه ایگال نائور در نقش صدام حسین، شهره آغداشلو در نقش ساجده طلفاح (نخستین همسر صدام)، عمرو واکد در نقش حسین کامل المجید، فیلیپ آردیتی در نقش عدی صدام حسین و سعید تغماوی در نقش برزان تکریتی ظاهر شدند.
- ایگال نائور در نقش صدام حسین، رئیس‌جمهور عراق (۱۹۷۹–۲۰۰۳)
- شهره آغداشلو در نقش ساجده خیرالله طلفاح، همسر اول صدام
- فیلیپ آردیتی در نقش عدی حسین، پسر ارشد صدام
- منیر مارگوم در نقش قصی حسین، پسر دوم صدام
- آگنی اسکات در نقش رغد حسین، دختر بزرگ صدام
- شیوانی قای در نقش رنا حسین، دختر دوم صدام
- امبر رز رواح در نقش هالا حسین، کوچکترین دختر صدام
- کریستین استفن دیلی در نقش سمیره شهبندر، همسر دوم صدام
- عمرو واک در نقش سپهبد حسین کامل المجید، شوهر رغد و رئیس گارد جمهوری‌خواه و فرمانده ارتش عراق
- سعید تغماوی در نقش برزان ابراهیم التکریتی، برادر ناتنی صدام، رئیس گارد جمهوری‌خواه عراق
- آوری گاوریل در نقش ژنرال علی حسن المجید، رئیس سرویس مخابرات، رئیس سازمان اطلاعات عراق و پسر عموی صدام
- سعید آمدیس در نقش ژنرال عدنان خیرالله، معاون فرمانده کل نیروهای مسلح عراق و برادر ساجده
- مكرم خورى در نقش طارق عزیز، معاون نخست‌وزیر، وزیر خارجه عراق و بهترین دوست صدام
- دانیل لوند در نقش سرهنگ صدام کامل المجید، شوهر رعنا، برادر حسین کامل، برادرزاده علی حسن
- اکبر کورثا در نقش کامل هنا جیجو، دستیار و پیشخدمت شخصی شخصی صدام
- جهاد مجریسی در نقش محمد برزان التکریتی، برادرزاده صدام و برادر ناتنی بارزان
- ولید زعیتر در نقش عدنان حمدانی، وزیر برنامه‌ریزی و بهترین دوست صدام
- ژاکلین کینگ در نقش ایپریل گلاسپی، سفیر ایالات متحده در عراق از سال ۱۹۸۸ تا ۱۹۹۰